# Efebo d'oro
L'Efebo d'Oro è un premio cinematografico internazionale assegnato annualmente dal 1979 al regista di un film tratto da un'opera letteraria.

## Caratteristiche
Il premio prende il nome da Efebo, una figura maschile dell'antica Grecia che simboleggiava la giovinezza e la bellezza e più precisamente dall’ Efebo di Agrigento, scultura di circa un metro conservata  presso il museo archeologico regionale Pietro Griffo. La statuetta è realizzata in bronzo e ha una forma slanciata. L'atleta è raffigurato in piedi, con un piede leggermente sollevato e le braccia aperte. L'intera statuetta è patinata con un colore dorato per richiamare l'oro. La base su cui poggia la statuetta è solitamente in marmo o in legno, e può essere incisa con il nome del premio, dell'anno e del regista o dell'attore premiato.

## Procedure di candidatura e assegnazione
Il premio nasce ad Agrigento  nel 1979, anno successivo alla fondazione del Centro di Ricerca per la Narrativa e il Cinema, associazione culturale ideata da Enzo Lauretta, Nicolò Curella, Nicolò Lombardo e Corrado Catania. Quest’ultimo ne è il direttore artistico per le prime trentacinque edizioni, fino al 2013. Da Agrigento nel 2014 la manifestazione si trasferisce a Palermo . La giuria del premio è composta da giornalisti, critici cinematografici, docenti universitari e professionisti del cinema. La cerimonia di premiazione si tiene solitamente a novembre. Durante l'evento, vengono anche assegnati altri premi speciali a personaggi che si sono distinti nel mondo del cinema italiano. A partire dal 1983 sono stati introdotti premi per le opere televisive e i saggi cinematografici.
Nel 2019 il premio cinematografico è stato assegnato alla regista Haroula Rose per il film “Once Upon A River” (USA 2019)

## Albo d'oro

### Anni 1979-1989
- 1979
  - Un borghese piccolo piccolo di Mario Monicelli (dal romanzo omonimo di Vincenzo Cerami)[8]
  - La stanza del vescovo di Dino Risi (dal romanzo omonimo di Piero Chiara)
- 1980: Un dramma borghese di Florestano Vancini (dall'omonimo romanzo di Guido Morselli)
- 1981: Passione d'amore di Ettore Scola (da Fosca di Iginio Ugo Tarchetti)
- 1982: Mephisto di István Szabó (dall'omonimo romanzo di Klaus Mann)
- 1983
  - Cinema: Storia di Piera di Marco Ferreri (dall'omonimo romanzo di Piera Degli Esposti e Dacia Maraini)
  - Televisione: Marco Polo di Giuliano Montaldo (dalla biografia di Marco Polo di Maria Bellonci)
  - Saggistica: Cinema muto italiano di Aldo Bernardini
- 1984
  - Cinema: Finalmente domenica! di François Truffaut (dall'omonimo romanzo di Charles Williams)
  - Televisione: La bella Otero di José María Sánchez (dall'omonima biografia di Massimo Grillandi)
  - Saggistica: Cinema e follia di Carlo Grossini
- 1985
  - Cinema: Benvenuta di André Delvaux (da La Confession Anonyme di Suzanne Lilar)
  - Televisione: Notti e nebbie di Marco Tullio Giordana (dall'omonimo romanzo di Carlo Castellaneta)
  - Saggistica: Quando De Sica era mister Brown di Francesco Bolzoni
- 1986
  - Cinema: Il bacio della donna ragno di Héctor Babenco (dall'omonimo romanzo di Manuel Puig)
  - Televisione: Teresa Raquin di Giancarlo Cobelli (dall'omonimo romanzo di Émile Zola)
  - Saggistica: I film di Luchino Visconti di Luciano De Giusti
- 1987
  - Cinema: Cronaca di una morte annunciata di Francesco Rosi (dall'omonimo romanzo di Gabriel García Márquez)
  - Televisione: Lo scialo di Franco Rossi (dall'omonimo romanzo di Vasco Pratolini)
  - Saggistica: I Lumière di Bernard Chardère
- 1988
  - Cinema: Strana la vita di Giuseppe Bertolucci (dal romanzo di Giovanni Pascutto)
  - Televisione: La coscienza di Zeno di Sandro Bolchi (dall'omonimo romanzo di Italo Svevo)
  - Saggistica: Dal romanzo al set di Vito Attolini ex aequo Sogno e realtà americana nel cinema di Hollywood di Franco La Polla
  - Pubblicazione: Pirandello e D’Annunzio nel cinema - a cura di Corrado Catania
- 1989
  - Cinema: Mery per sempre di Marco Risi (dall'omonimo romanzo di Aurelio Grimaldi)
  - Televisione: Una donna spezzata di Marco Leto (dall'omonimo romanzo di Simone de Beauvoir)
  - Saggistica: Storia del cinema di Goffredo Fofi, Morando Morandini e Gianni Volpi

### Anni 1990-1999
- 1990
  - Cinema: L'amico ritrovato di Jerry Schatzberg (dall'omonimo romanzo di Fred Uhlmann)
  - Televisione:
  - Saggistica: Buio in sala di Gian Piero Brunetta
  - Pubblicazioni: Arpino tra romanzo e film - a cura di Corrado Catania
- 1991
  - Cinema: Il viaggio di Capitan Fracassa di Ettore Scola (da Capitan Fracassa di Théophile Gautier)
  - Televisione: Cellini una vita scellerata di Giacomo Battiato (da La Vita di Benvenuto Cellini)
  - Saggistica: Rossellini di Fernaldo Di Giammatteo
- 1992
  - Cinema: Tutte le mattine del mondo di Alain Corneau (dall'omonimo romanzo di Pascal Quignard)
  - Televisione: La storia spezzata di Andrea e Antonio Frazzi (dall'omonimo romanzo di Maria Venturi)
  - Saggistica: Pier Paolo Pasolini: le regole dell'illusione di Laura Betti e Michele Gulinucci
- 1993
  - Cinema: Jona che visse nella balena di Roberto Faenza (da Anni d'infanzia. Un bambino nei lager di Jona Oberski)
  - Televisione: Colpo di coda di José María Sánchez (dall'omonimo romanzo di Piero Soria)
  - Saggistica: Trilogia su Sciascia, a cura di Sebastiano Gesù
- 1994
  - Cinema: Nel nome del padre di Jim Sheridan (da Proved Innocent di Gerry Conlon)
  - Televisione:
  - Saggistica: La terra trema di Luchino Visconti, analisi di un capolavoro di Lino Micciché
- 1995
  - Cinema: Un eroe borghese di Michele Placido (dall'omonimo romanzo di Corrado Stajano)
  - Televisione:
  - Saggistica: Antonioni: fare un film è per me vivere di Carlo Di Carlo e Giorgio Tinazzi
- 1996
  - Cinema: I miserabili di Claude Lelouch (dall'omonimo romanzo di Victor Hugo)
  - Televisione:
  - Saggistica: Martoglio cineasta di Enzo Zappulla e Sarah Muscarà
- 1997
  - Cinema: Trainspotting di Danny Boyle (dall'omonimo romanzo di Irvine Welsh)
  - Televisione:
  - Saggistica: Piero Tosi: costumi e scenografie di Guido Vergani e Caterina D'Amico
- 1998
  - Cinema: Wilde di Brian Gilbert (tratto dalla biografia di Oscar Wilde di Richard Ellmann)
  - Televisione: Rosso e nero di Jean-Daniel Verhaeghe (dal romanzo Il rosso e il nero di Stendhal)
  - Saggistica: Con Garbo di Maria Grazia Bevilacqua
- 1999
  - Cinema: La leggenda del pianista sull'oceano di Giuseppe Tornatore (da Novecento di Alessandro Baricco)
  - Televisione: Il compagno di Francesco Maselli (dall'omonimo romanzo di Cesare Pavese)
  - Saggistica: Soltanto un nome nei titoli di testa di Ugo Pirro ex aequo Spettabile pubblico – Carosello napoletano di Ettore Giannini di Valerio Caprara

### Anni 2000-2009
- 2000
  - Cinema: La lettera di Manoel de Oliveira (da La principessa di Clèves di Madame de La Fayette)
  - Televisione: Il commissario Montalbano di Alberto Sironi (dai romanzi di Andrea Camilleri)
  - Saggistica: Comincio a capire di Angelo Scandurra ex aequo Tra le quinte di Stromboli del Centro Studi Eoliani
- 2001
  - Cinema: Un affare di gusto di Bernard Rapp (dal romanzo di Philippe Balland)
  - Televisione: Nanà di Alberto Negrin (dall'omonimo romanzo di Émile Zola)
  - Saggistica: Dino De Laurentiis, la vita e i film di Tullio Kezich e Alessandra Levantesi
- 2002
  - Cinema: Iris - Un amore vero di Richard Eyre (da Elegy for Iris di John Bayley)
  - Televisione: Piccolo mondo antico di Cinzia TH Torrini (dall'omonimo romanzo di Antonio Fogazzaro)
  - Saggistica: Non solo Woody Allen di Guido Fink
- 2003
  - Cinema: Io non ho paura di Gabriele Salvatores (dall'omonimo romanzo di Niccolò Ammaniti)
  - Televisione: La cittadella di Fabrizio Costa (dall'omonimo romanzo di Archibald Joseph Cronin)
  - Saggistica: La magnifica illusione: viaggio nel cinema americano di Antonio Monda
- 2004
  - Cinema: I diari della motocicletta di Walter Salles (da Latinoamericana di Ernesto Guevara e Un gitano sedentario di Alberto Granado)
  - Televisione: Al di là delle frontiere di Maurizio Zaccaro (dall'omonimo romanzo di Nini Wiedemann)
  - Saggistica: Il vizio del cinema di Gianni Amelio
- 2005
  - Cinema: La donna di Gilles di Frédéric Fonteyne (dall'omonimo romanzo di Madeleine Bourdouxhe)
  - Televisione: Karol di Giacomo Battiato (da Storia di Karol di Gian Franco Svidercoschi)
  - Saggistica: La commedia umana. Conversazioni con Monicelli di Sebastiano Mondadori
- 2006
  - Cinema: L'amore sospetto di Emmanuel Carrère (dal romanzo Baffi di Emmanuel Carrère)
  - Televisione: I figli strappati di Massimo Spano (dall'omonimo romanzo di Fey von Hassel)
  - Saggistica: Arcangela Felice Assunta Job Wertmüller di Lina Wertmüller ex aequo Sophia Loren di Vincenzo Mollica
- 2007
  - Cinema: La masseria delle allodole di Paolo e Vittorio Taviani (dall'omonimo romanzo di Antonia Arslan)
  - Televisione: Le ragazze di San Frediano di Vittorio Sindoni (dall'omonimo romanzo di Vasco Pratolini)
  - Saggistica: Il mio lungo viaggio nel secolo breve di Carlo Lizzani
- 2008
  - Cinema: Il falsario - Operazione Bernhard di Stefan Ruzowitzky (da L'officina del diavolo: la più grande operazione di falsificazione della storia di Adolf Burger)
  - Televisione: Il commissario De Luca di Antonio Frazzi (dai romanzi di Carlo Lucarelli)
  - Saggistica: Morricone. Cinema e oltre di Gabriele Lucci
- 2009
  - Cinema: Vincere di Marco Bellocchio (da Il figlio segreto del Duce di Alfredo Pieroni)
  - Televisione: Artemisia Sanchez di Ambrogio Lo Giudice (dall'omonimo romanzo di Santo Gioffré)
  - Saggistica: Baarìa - Il film della mia vita di Giuseppe Tornatore e Pietro Calabrese

### Anni 2010-2019
- 2010
  - Cinema: Malavoglia di Pasquale Scimeca (da I Malavoglia di Giovanni Verga)
  - Televisione:  I promessi sposi - Opera moderna di Michele Guardì (dall'omonimo romanzo di Alessandro Manzoni)
  - Saggistica: La mia magnifica ossessione di Bernardo Bertolucci
- 2011
  - Cinema: Ben X di Nic Balthazar (da Nothing Was All He Said di Nic Balthazar)
  - Televisione: La donna della domenica di Giulio Base (dall'omonimo romanzo di Fruttero & Lucentini)
  - Saggistica: Walter Chiari, un animale da palcoscenico di Michele Sancisi
- 2012
  - Cinema: Il primo uomo di Gianni Amelio (dall'omonimo romanzo di Albert Camus)
  - Televisione: Non assegnato
  - Saggistica: Il cinema sopra Taormina di Ninni Panzera
- 2013
  - Cinema: Viva la libertà di Roberto Andò  (dal romanzo Il trono vuoto di Roberto Andò)
  - Televisione: Edda Ciano e il comunista di Graziano Diana (dall'omonimo libro di Marcello Sorgi)
  - Saggistica: Operazione Gattopardo - come Visconti trasformò un romanzo di "destra" in un successo di "sinistra"-  di Alberto Anile e Maria Gabriella Giannice[9]
- 2014
  - Cinema: Anime Nere di Francesco Munzi (dall'omonimo romanzo di Gioacchino Criaco)
  - Televisione e nuovi linguaggi: In Treatment di Saverio Costanzo
  - Saggistica: Eduardo De Filippo Scavalcamontagne, cattivo, genio consapevole di Italo Moscati
- 2015
  - Cinema: La Spia di Anton Corbijn (dal romanzo Yssa il buono di John Le Carré)
  - Televisione e nuovi linguaggi: ex aequo Elba, l'eredità di Napoleone di Alessandro Izzo e Francesca Detti - Notte Noir di Fabio Pellegrinelli, Marco Pagani, Andrea Fazioli
  - Saggistica: La mela di Cezanne e l'accendino di Hitchcock (Einaudi) di Antonio Costa
- 2016
  - Cinema: Pericle il nero di Stefano Mordini (dall'omonimo romanzo di Giuseppe Ferrandino ed. Gli Adelphi)
  - Televisioni e nuovi linguaggi: K£&$: A journey by train di Douglas Gordon
  - Saggistica: L'isola che non c'è. Viaggi nel cinema italiano che non vedremo mai. ed.Cineteca Bologna di Gian Piero Brunetta.
  - Cinema alla carriera: Agnés Varda.
- 2017
  - Cinema: Dominique Cabrera per il film Corniche Kennedy tratto dall'omonimo romanzo di Maylis de Kerangal
  - Nuovi linguaggi: Yervant Gianikian e Angela Ricci Lucchi
  - Cinema alla carriera: Hanif Kureishi
  - Opera prima: Tamer Elsaid per il film The Last Days of the City
  - Premio speciale: Lola Créton per l'interpretazione del film Corniche Kennedy
  - Saggistica: Ivelise Perniola per il libro Gillo Pontecorvo o del cinema necessario
- 2018[10]
  - Cinema: Hong Hnh per il film The Way Station adattamento di un romanzo dello scrittore Do Phuoc Tien
  - Nuovi linguaggi: Peter Greenaway
  - Cinema Donna: al film Le semeur di Marine Francen
  - Opera prima: Dario Albertini per il film Manuel
  - Premio Speciale Corrado Catania, “I Mestieri del cinema”: alla montatrice Ilaria Fraioli
  - Premio speciale: a Francesco Patierno per Diva!
- 2019
  - Cinema: Haroula Rose per il film Once upon a river tratto dall'omonimo romanzo di Bonnie Jo Campbell
  - Nuovi linguaggi: Mike Hoolboom
  - Cinema alla carriera: Fatih Akın
  - Cinema Donna: al film Once upon a river di Haroula Rose
  - Opera prima: Agnieszka Smoczynska per il film Fuga
  - Premio Speciale Corrado Catania, “I Mestieri del cinema”: a Stefania De Santis
  - Menzione speciale della giuria: a Nicola Bellucci per Il mangiatore di pietre
  - Saggistica: Marco Giusti per il libro Polidor e Polidor

### Anni 2020-2024
- 2020
  - Cinema: Christiaan Olwagen per Poppie Nongena tratto da Il lungo viaggio di Poppie Nongena di Elsa Joubert
- 2021
  - Cinema: João Botelho per O Ano da Morte de Ricardo Reis tratto da L'anno della morte di Ricardo Reis di José Saramago
- 2022
  - Cinema: Gleb Panfilov per 100 minutes – Ivan Desinovich[11] tratto da Odin den’ Ivana Denisoviča di Aleksandr Solženicyn
- 2023
  - Cinema: Bertrand Bonello per La Bête tratto da La bestia nella jungla di Henry James
- 2024
  - Cinema: Mar Coll per Salve Maria tratto da Las madres no di Katixa Agirre